# Supercoppa rumena 2024 (pallavolo maschile)
La Supercoppa rumena 2024, 6ª edizione della Supercoppa nazionale maschile di pallavolo, si è svolta il 29 settembre 2024: al torneo hanno partecipato due squadre di club rumene e la vittoria finale è andata per la prima volta al Rapid Bucarest.

## Formula
La formula ha previsto una gara unica.

## Squadre partecipanti
| Squadra        | Qualificazione                      |
| -------------- | ----------------------------------- |
| Corona Brașov  | Vincitrice Divizia A1 2023-24       |
| Rapid Bucarest | Vincitrice Coppa di Romania 2023-24 |

## Torneo
| 29 settembre 2024 Sala Polivalentă Dinamo, Bucarest Durata: 2h:12 - Spettatori: 800 | Corona Brașov | 1 - 3 | Rapid Bucarest | 20-25, 28-30, 25-22, 21-25 |